# ヨーハン・ヴァイヤー

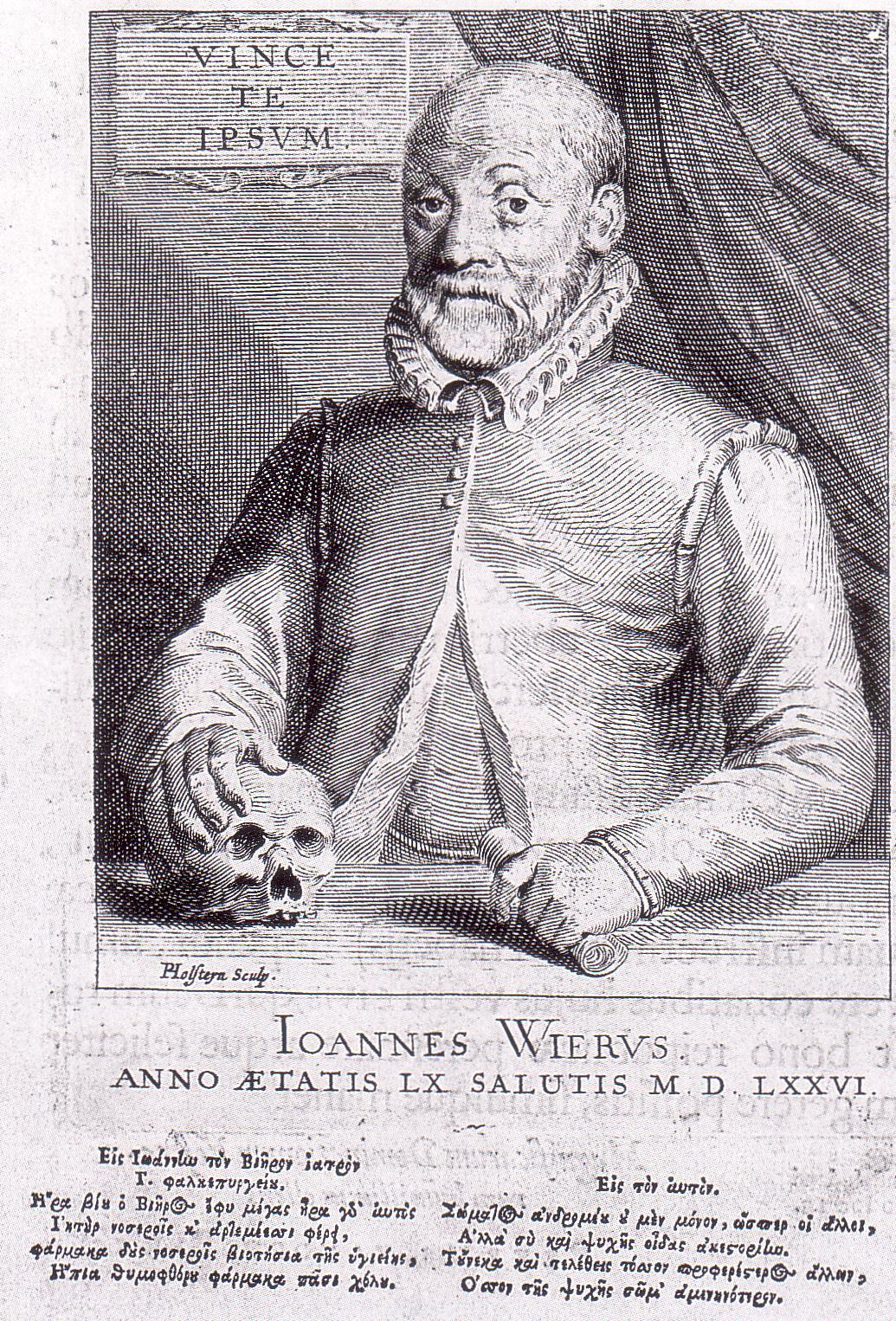
ヨーハン・ヴァイヤー

ヨーハン・ヴァイヤー（Johann Weyer、1515年 - 1588年2月24日）はネーデルラント（現在のオランダやベルギー）出身の、ドイツのラインラント地方のプロテスタントの医師。若い頃ハインリヒ・コルネリウス・アグリッパの弟子であった。魔女裁判に反対した最初期の人物として知られる。主著は『悪霊の幻惑、および呪法と蠱毒について』（De Praestigiis Daemonum et Incantationibus ac Venificiis、1563年）。

## 生涯
ハプスブルク領ネーデルラントのブラバント公国の小都市に生まれた。父はホップ商人であった。スヘルトーヘンボスとルーヴェンにてラテン語学校に通い、齢14にして、アントワープにてアグリッパの住み込みの弟子となった。アグリッパは1532年にアントワープを去り、弟子とともに司教君主ヘルマン・フォン・ヴィートの保護下にあったボンに移り住んだ。アグリッパは隠秘哲学の著作を1533年に完成させた後、1535年、フランスへの旅行中に死去した。1534年からヴァイヤーはパリで医学生となり、後にはオルレアンでも医学を学んだ（彼はこの学業によって博士の称号を得てはいないようである）。その後、生地のクラーヴ（Grave）で内科医として開業した。1545年、アーネムの町の医師に任ぜられた。この立場において、ある占い師を巻き込んだ1548年の裁判で妖術（魔女術）について意見を求められた。皇帝カール5世からの補助金があるにもかかわらず、アーネム市は1550年にヴァイヤーに給料を払うことができなくなり、ヴァイヤーはクレーヴェに移住し、そこで当地の宰相であった人文主義者コンラート・ヘレスバッハのとりなしで富裕公ヴィルヘルムの侍医となった。ここで悪霊についての重要な著作群を出版した。1578年に退職し、息子ガレヌスが跡を継いだ。引退後、妖術に関係のない医学書を仕上げた。1588年2月24日、テックレンブルクにて、病気になった誰かを訪問中に死去した。73歳であった。現地の教会墓地に葬られたが、それはもう残っていない。

## 著作と批評
ヴァイヤーの著書には以下のものがある。
- De Praestigiis Daemonum et Incantationibus ac Venificiis 『悪霊の幻惑、および呪法と蠱毒について』（1563年）
- De Lamiis Liber 『魔女論』（1577年）
- Pseudomonarchia Daemonum 『悪魔の偽王国』（『悪霊の幻惑について』の補遺、1577年）

「西ロンバルディアのカザレで40人ほどの人々が、疫病を広めるため町の門の閂に軟膏を塗った。門に触れた者は感染し、多くの人が亡くなった。実際は、亡くなったり発病した人たちの相続人が、早く遺産を得るためにカザレの人々に金を払って門を汚させたのである。」- 「悪霊の惑わし」（1583年）より
ヴァイヤーは『魔女に与える鉄槌』と聖俗の権威による魔女狩りを批判した。彼は、妖術を働いたとして告発された女性たちに対して「精神的に病んでいる」という言い回しを用いた最初の人物と言われている。幾多の魔女裁判と処刑がおこなわれた時代に、彼は妖術の告発に関係する法規を制限することを求めた。
これらの二書を執筆し、悪霊の目録には『悪霊の偽王国』という題をつけることによって、ヴァイヤーはそれまでのグリモワールが確立した地獄の位階秩序という考え方を嘲弄することを意図したと述べる学者もいる。
それでも彼は『悪霊の幻惑について』において、キリスト教会が主張するほどには悪魔の力は強いものではないが、悪霊たちはまさしく力を持っており、悪霊を呼び出した人の前に出現して幻影を作り出すことができるという考えを支持した。ただし彼は、幻影を作り出すことのできる人々に言及する時には、魔女ではなく魔術師のことを言っており、彼らは悪魔の力を使って幻影を作り出す異端者であるといっている。そして魔女については「精神的に病んでいる」という言い方を用いた。
『悪霊の幻惑について』の第五版に付け加えられた悪霊の要覧『悪霊の偽王国』は、各悪霊の解説や、幻影を作り出すためでなく召霊者の望みをかなえさせるために、三位一体の神の名において適切な時間に悪霊を呼び出すための呪文についても述べられている。また、悪霊が命令に従うのをしぶったり嘘をつく場合に、どうやって危険や奸策に引っかかるのを避けるかという助言までしている。しかしそこに紹介された悪霊強制の言葉は、『ゴエティア』などの他の文献にみられるものよりも簡潔である。これについては、実際に魔術に利用されることのないように意図的に省略されているとの意見もある。彼は降霊術を行う自称魔術師・祓魔師たちを「恥ずべき魔術師」（Magi Infames）と呼び、儀式魔術に批判的であった。にもかかわらず、偽ソロモン文献『精霊の職務の書』の写本に基づいて書かれた『悪霊の偽王国』は、有用な情報を印刷媒体に載せたグリモワールとして、多少の学識のある降霊術師たちに読まれていた。
ヴァイヤーは大文字の「悪魔」（デヴィル）と、高低の序列をもつおびただしい数の悪霊（デーモン）の群れの存在を否定しなかった。彼の著作は、『レメゲトン』を編んだ無名氏含め、他のオカルティストや悪魔学者らに影響を与えた。ラテン語で書かれた彼の本、特に『悪霊の偽王国』には多くの版があり、英訳版がいくつかある。最初の英訳版はレジナルド・スコットによるものである。

## 関連図書
- 田中雅史 『魔女の誕生と衰退』三交社、2008年。
- 平野隆文 『魔女の法廷　ルネサンス・デモノロジーへの誘い』 岩波書店、2004年。